# Bolitoglossa jugivagans
Espèce
Bolitoglossa jugivagans est une espèce d'urodèles de la famille des Plethodontidae.

## Répartition
Cette espèce est endémique de la comarque Ngöbe-Buglé au Panama.

## Description
La femelle holotype mesure 70,0 mm dont 38,8 mm pour la queue.

## Publication originale
- Hertz, Lotzkat & Köhler, 2013 : A new species of Bolitoglossa (Caudata, Plethodontidae) from the continental divide of western Panama. Zootaxa no 3636, p. 463-475.